# Акуавива Платани
Акуавѝва Пла̀тани (на италиански и на сицилиански Acquaviva Platani) е село и община в Южна Италия, провинция Калтанисета, автономен регион и остров Сицилия. Разположено е на 561 m надморска височина. Населението на общината е 988 души (към 2013 г.).